# Isbister Cairn

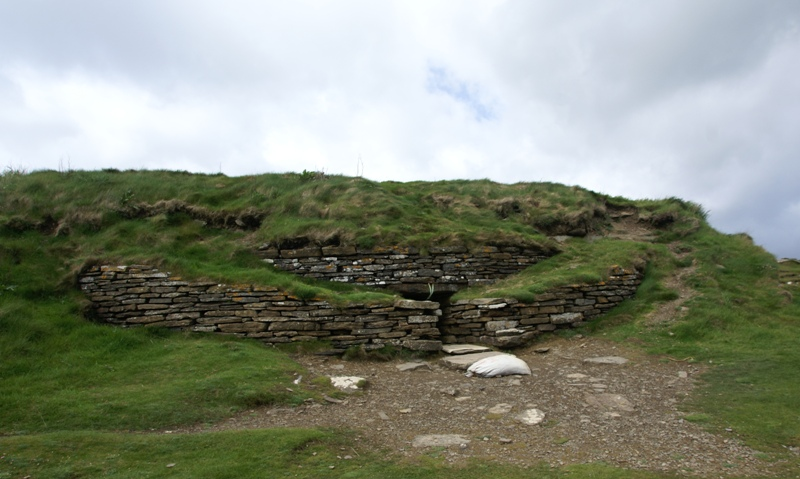
Isbister Cairn

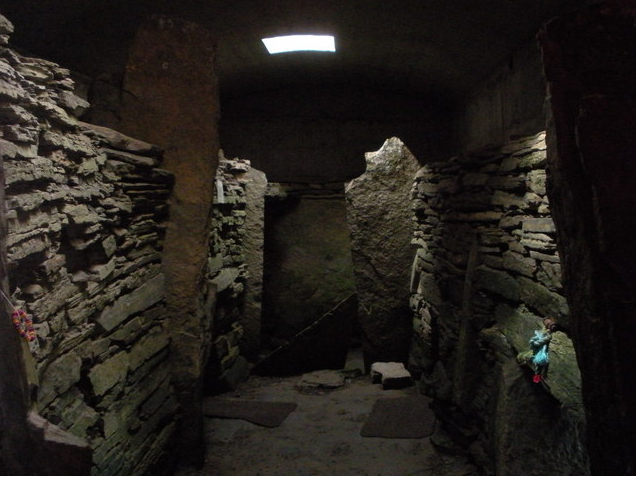
In der Kammer des Tomb of the Eagles

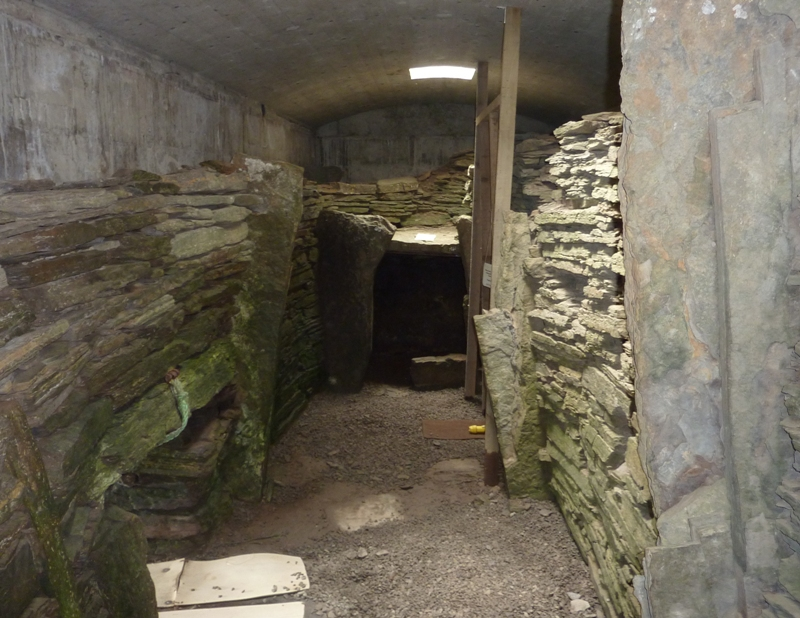
Kammer des Tomb of the Eagles

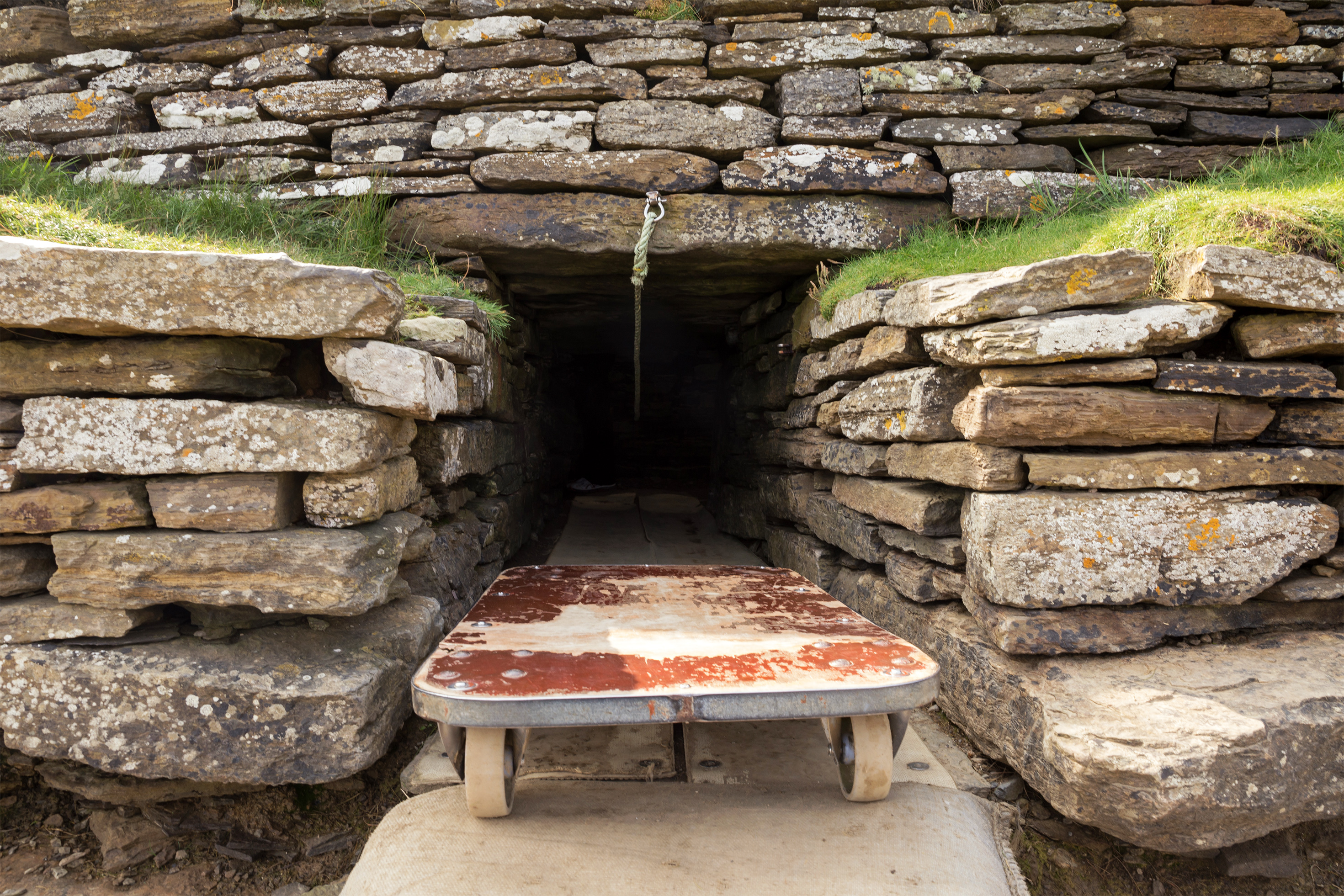
Eingang in die Anlage

Der Isbister Cairn (auch Tomb of the Eagle genannt) ist eine Megalithanlage auf South Ronaldsay, einer Insel der Orkney, die zu Schottland gehört. Isbister Cairn wurde von dem Landwirt Ronald Simison (geb. 1922) im Jahre 1958 entdeckt und 1976 ausgegraben. Simison wurde 2008 mit dem „MBE award“ ausgezeichnet.

## Die Entdeckung
Simison stieß auf einem nahe an der Steilküste gelegenen, von Gras überwachsenen Hügel auf die Oberkante einer Mauer. Beim Nachgraben fand er drei Äxte, einen polierten Keulenkopf, ein flaches ovales wie ein Messer geformtes Stück Kalkstein, und einen runden Knopf. Die Ausgrabung des Cairns zeigte, dass dieses wertvolle kleine Depot auf dem Sockel an der Basis der äußeren Mauer gelegen hatte.

## Die Ausgrabung
Trotz des Interesses, das die Entdeckung unter den Archäologen geweckt hatte, vergingen wegen Geldmangels Jahre ohne eine professionelle Ausgrabung des Standorts. In den 1970er-Jahren unternahm Ronald Simison die Ausgrabung selbst, nachdem er die professionelle Ausgrabung von Liddle Burnt Mound, einem Ancient cooking place auf seinem Land, durch John W. Hedges beobachtet hatte.

## Die Anlage
Wie der Unstan Cairn ist auch Isbister architektonisch ein Hybride. Die Anlagen stellen einen Übergangstyp zwischen den älteren Stalled Cairns des Orkney-Cromarty-Typs (OC) und den jüngeren Passage Tombs des Maes-Howe-Typs (MH) dar. Die Kammer wird durch aufrechte Säulen (statt der üblichen Platten) in fünf Abteile geteilt und hat zusätzlich zwei (statt einer) Endkammern und drei von der Hauptkammer aus zugängliche Nebenkammern, die ebenso wie der laterale Zugang auf den Maes-Howetyp weisen. Die Endkammern sind wie beim Unstan Cairn mittels Schwellensteinen vom zentralen Bereich abgegrenzt. Die beiden Seitenzellen auf der Westseite der Kammer waren intakt und sind etwa 90 cm hoch. Die Hauptkammer wurde ursprünglich von einem Kraggewölbe und einem ovalen Cairn bedeckt. Die Hauptkammer war mit Erde und Steinen gefüllt worden, als das Grab aufgelassen wurde, während die Zellen unverfüllt waren.

## Funde im Inneren
Die beiden intakten Zellen enthielten hauptsächlich menschliche Schädel. Auf dem Boden besonders entlang der Wände der Hauptkammer lagen eine Menge menschlicher Knochen. Sie erweckten den Eindruck, in kleinen Haufen deponiert worden zu sein, jeder mit einem Schädel. Die Analyse erwies indes, dass die Haufen aus Teilen von mehreren Individuen bestanden. Insgesamt waren es die Überreste von etwa 338 Menschen. Es fanden sich auch in der Verfüllung der Kammer Knochen. Sie gehörten zu mindestens elf Menschen. Zusammen mit den Knochen wurden die Krallen von mindestens acht Seeadlern und einigen anderen Vögeln gefunden. Dies stellt allerdings keinen Einzelfall dar, denn in anderen Anlagen wurden Hundeschädel, Tierknochen oder Fischgräten gefunden. Der Adler hatte bis in piktische Zeit symbolische Bedeutung auf den Inseln. Er findet sich in Stein geritzt auf dem Brough of Birsay und an der Brochruine Knowe of Burrian (Netherbrough).
Die Untersuchung der Schädel ergab, dass einige, meist die weiblichen, eine deutlich erhöhte Befestigung der Nackenmuskulatur auf der Rückseite des Schädels aufwiesen. Die Befunde wurden so interpretiert, dass die Individuen Lasten auf dem Rücken getragen haben, unterstützt durch ein Band über den Kopf. Elizabeth J. Glenn stellte beim Schädelvergleich mit anderen Schädeln der britischen Jungsteinzeit und Bronzezeit fest, dass die Frauen deutlich kleinere Köpfe als die Männer hatten. Laut Chesterman hat jeder Hinterhauptgelenkkopf normalerweise eine Facette, und das Auftreten von zwei Facetten auf einer oder beiden Seiten ist sehr ungewöhnlich. In einer Studie von 585 Schädel aus verschiedenen Ländern und Epochen hatten nur fünf (weniger als 1 %) diese Anomalie. Im Gegensatz dazu zeigen sich bei 30 Hinterkopfkondylen von Isbister zwei Facetten, und ein Schädel zeigte sogar eine dreifache Facette. Somit findet sich bei mehr als einem Drittel der Isbister Schädel diese seltene anatomische Konfiguration.

## Das Museum
Der etwa 90-jährige Bauer Ronald Simison betreibt mit seiner Tochter ein kleines Museum bei der Farm, wo er Funde vom Isbister Cairn zeigt und Besucher nach Liddle und Isbister begleitet. Am Cairn hat er einen seilgezogenen Rollwagen installiert, auf dem der Besucher liegend durch den engen Zugang in die Kammer gelangt.